# 福岡県災害拠点病院
福岡県災害拠点病院（ふくおかけんさいがいきょてんびょういん）とは、福岡県にある災害時の救急医療の拠点となる災害拠点病院。福岡県では、国立病院機構九州医療センターを基幹災害医療センターとして、後掲の病院が指定されている。

## 概要
県内や近県で災害が発生し、通常の医療体制では被災者に対する適切な医療を確保することが困難な状況となった場合に、福岡県知事の要請により傷病者の受け入れや医療救護班の派遣等を行う。

## 拠点病院の条件
- 建物が耐震耐火構造であること。
- 資器材等の備蓄があること。
- 応急収容するために転用できる場所があること。
- 応急用資器材、自家発電機、応急テント等により自己完結できること。（外部からの補給が滞っても簡単には病院機能を喪失しないこと）
- 近接地にヘリポートが確保できること。

## 病院一覧
「救命」は「救命救急センター」（第3次救急指定病院）で、そのうち◎は高度救命救急センター、●は地域救命救急センター。
| 地域                 | 2次医療圏            | 2次医療圏                                                 | 病院名                         | 住所                         | DMAT | 救命 | 救命         |
| 地域                 | 圏域                 | 市町村                                                    | 病院名                         | 住所                         | DMAT | 指定 | 対象地区     |
| -------------------- | -------------------- | --------------------------------------------------------- | ------------------------------ | ---------------------------- | ---- | ---- | ------------ |
| 県内全域（基幹病院） | 県内全域（基幹病院） | 県内全域（基幹病院）                                      | 国立病院機構九州医療センター   | 福岡市中央区地行浜1-8-1      | ○    | ○    | 福岡都市圏   |
| 福岡                 | 福岡・糸島           | - 福岡市 - 糸島市                                         | 九州大学病院                   | 福岡市東区馬出3-1-1          | ○    | ○    | 福岡都市圏   |
| 福岡                 | 福岡・糸島           | - 福岡市 - 糸島市                                         | 福岡県済生会福岡総合病院       | 福岡市中央区天神1-3-46       | ○    | ○    | 福岡都市圏   |
| 福岡                 | 福岡・糸島           | - 福岡市 - 糸島市                                         | 福岡赤十字病院                 | 福岡市南区大楠3-1-1          | ○    | ×    |              |
| 福岡                 | 福岡・糸島           | - 福岡市 - 糸島市                                         | 福岡大学病院                   | 福岡市城南区七隈7-45-1       | ○    | ○    | 福岡都市圏   |
| 福岡                 | 福岡・糸島           | - 福岡市 - 糸島市                                         | 福岡和白病院                   | 福岡市東区和白丘2-2-75       | ○    | ×    |              |
| 福岡                 | 福岡・糸島           | - 福岡市 - 糸島市                                         | 福岡記念病院                   | 福岡市早良区西新1-1-35       | ○    | ×    |              |
| 福岡                 | 筑紫                 | - 筑紫野市 - 春日市 - 大野城市 - 太宰府市 - 那珂川市      | 福岡県済生会二日市病院         | 筑紫野市湯町3-13-1           | ○    | ×    |              |
| 福岡                 | 筑紫                 | - 筑紫野市 - 春日市 - 大野城市 - 太宰府市 - 那珂川市      | 福岡徳洲会病院                 | 春日市須玖北4-5              |      | ×    |              |
| 福岡                 | 糟屋                 | - 古賀市 - 糟屋郡                                         | 福岡青洲会病院                 | 糟屋郡粕屋町大字長者原800-1  | ○    | ×    |              |
| 福岡                 | 糟屋                 | - 古賀市 - 糟屋郡                                         | 国立病院機構福岡東医療センター | 古賀市千鳥1-1-1              | ×    | ●    | 糟屋         |
| 福岡                 | 八女・筑後           | - 八女市 - 筑後市 - 八女郡                                | 筑後市立病院                   | 筑後市大字和泉917-1          | ○    | ×    |              |
| 福岡                 | 宗像                 | - 宗像市 - 福津市                                         | 宗像水光会総合病院             | 福津市日蒔野5-7-1            | ○    | ×    |              |
| 福岡                 | 朝倉                 | - 朝倉市 - 朝倉郡                                         | 朝倉医師会病院                 | 朝倉市来春422-1              | ×    | ×    |              |
| 北九州               | 北九州               | - 北九州市 - 中間市 - 遠賀郡                              | JCHO九州病院                   | 北九州市八幡西区岸の浦1-8-1  | ○    | ×    |              |
| 北九州               | 北九州               | - 北九州市 - 中間市 - 遠賀郡                              | 健和会大手町病院               | 北九州市小倉北区大手町15-1   | ○    | ×    |              |
| 北九州               | 北九州               | - 北九州市 - 中間市 - 遠賀郡                              | 産業医科大学病院               | 北九州市八幡西区医生ヶ丘1-1  | ○    | ×    |              |
| 北九州               | 北九州               | - 北九州市 - 中間市 - 遠賀郡                              | 北九州市立医療センター         | 北九州市小倉北区馬借2-1-1    | ○    | ×    |              |
| 北九州               | 北九州               | - 北九州市 - 中間市 - 遠賀郡                              | 北九州市立八幡病院             | 北九州市八幡東区西本町4-18-1 | ○    | ○    | 遠賀         |
| 北九州               | 北九州               | - 北九州市 - 中間市 - 遠賀郡                              | 北九州総合病院                 | 北九州市小倉北区東城野町1-1  | ○    | ○    | 企救・京築   |
| 北九州               | 北九州               | - 北九州市 - 中間市 - 遠賀郡                              | 九州労災病院                   | 北九州市小倉南区曽根北町1-1  | ○    | ×    |              |
| 北九州               | 北九州               | - 北九州市 - 中間市 - 遠賀郡                              | 新小文字病院                   | 北九州市門司区大里新町2-5    | 〇   | ×    |              |
| 北九州               | 北九州               | - 北九州市 - 中間市 - 遠賀郡                              | 戸畑共立病院                   | 北九州市戸畑区沢見2-5-1      |      | ×    |              |
| 北九州               | 京築                 | - 行橋市 - 豊前市 - 京都郡 - 築上郡                       | 小波瀬病院                     | 京都郡苅田町新津1598         | ○    | ×    |              |
| 北九州               | 京築                 | - 行橋市 - 豊前市 - 京都郡 - 築上郡                       | 新行橋病院                     | 行橋市道場寺1411             | ×    | ×    |              |
| 筑豊                 | 飯塚                 | - 飯塚市 - 嘉麻市 - 嘉穂郡                                | 飯塚病院                       | 飯塚市芳雄町3-83             | ○    | ○    | 全筑豊       |
| 筑豊                 | 田川                 | - 田川市 - 田川郡                                         | 田川市立病院                   | 田川市大字糒1700-2           | ○    | ×    |              |
| 筑後                 | 久留米               | - 久留米市 - 大川市 - 小郡市 - うきは市 - 三井郡 - 三潴郡 | 久留米大学病院                 | 久留米市旭町67               | ○    | ◎    | 全筑後・朝倉 |
| 筑後                 | 久留米               | - 久留米市 - 大川市 - 小郡市 - うきは市 - 三井郡 - 三潴郡 | 聖マリア病院                   | 久留米市津福本町422          | ○    | ○    | 全筑後・朝倉 |
| 筑後                 | 久留米               | - 久留米市 - 大川市 - 小郡市 - うきは市 - 三井郡 - 三潴郡 | 田主丸中央病院                 | 久留米市田主丸町益生田892    | ○    | ○    | 全筑後・朝倉 |
| 筑後                 | 有明                 | - 大牟田市 - 柳川市 - みやま市                            | 大牟田市立病院                 | 大牟田市宝坂町2-19-1         | ○    | ×    |              |
| 筑後                 | 有明                 | - 大牟田市 - 柳川市 - みやま市                            | ヨコクラ病院                   | みやま市高田町濃施480-2      |      |      |              |

## 題点
災害拠点病院は原則として二次医療圏に1病院以上置くことになっている。福岡県には13の二次保健医療圏があるが、次の4医療圏については2017年現在、拠点病院が置かれていない。2008年度より実施されている福岡県保健医療計画では、2012年度までに置かれていない医療圏を4程度にする目標を立て、糟屋、朝倉、京築の3保健医療圏に災害拠点病院を設けた。
- 宗像保健医療圏（宗像市、福津市）
- 筑紫保健医療圏（筑紫野市、春日市、大野城市、太宰府市、那珂川市）
- 八女・筑後保健医療圏（八女市、筑後市、八女郡）
- 直方・鞍手保健医療圏（直方市、宮若市、鞍手郡）

上記の医療圏については、2008年1月現在、次のように隣接する医療圏の病院を割り当てている。
- 宗像 - 産業医科大学病院
- 筑紫 - 福岡赤十字病院
- 八女・筑後 - 聖マリア病院
- 直方・鞍手 - 飯塚病院、JCHO九州病院